# Nicky Chinn
Nicholas Barry "Nicky" Chinn   (nacido el 16 de mayo de 1945, Londres, Inglaterra) es un compositor y productor discográfico británico.  Junto con su socio Mike Chapman tuvo una larga cadena de éxitos en el Reino Unido y los Estados Unidos en la década de 1970 y principios de 1980, entre ellos varios éxitos número uno internacionales. El dúo escribió éxitos de  Suzi Quatro, Mud, Sweet,  New World, The Arrows, Racey, Smokie, Tina Turner, Huey Lewis and the News  y  Toni Basil.  Luego de convertirse en uno de los dúos compositores más reconocidos del medio musical,  la sociedad  se separó y ambos han mantenido un perfil esencialmente bajo desde entonces. 

## Carrera
Chinn nació en una familia judía acomodada de Londres, que era dueña de una cadena de estaciones de servicio y distribuidoras de ventas de automóviles. Cuando era joven su talento para escribir canciones pop de éxito era evidente y al cabo de un mes o dos de sus primeros esfuerzos como compositor, Chinn coescribió con Mike d'Abo las dos canciones principales de la exitosa película "Hay una chica en mi sopa" (1970).
Fue en este punto que Chinn se unió al australiano Mike Chapman, que era un camarero en un club nocturno frecuentado por Chinn, y decidieron hacer equipo. Chapman era ya un músico profesional y compositor con la banda Tangerine Peel, y los dos rápidamente se unieron al sello RAK de Mickie Most. Comenzaron a escribir canciones para una nueva banda de glam rock, The Sweet, y compusieron todos los sencillos de los primeros años de la banda.
El estilo de composición de Chinn y Chapman tuvo tanto éxito con el público británico y mundial, que The Sweet tuvo una serie ininterrumpida de éxitos con millones de ventas en esos años, entre ellos "Co-Co", "Little Willy", "Wig Wam-Bam", "Blockbuster!" . "The Ballroom Blitz", "Hell Raiser" y "Teenage Rampage".  "The Ballroom Blitz" entró en el UK Singles Chart en el número dos - una hazaña poco común en aquellos días. "Little Willy" y "The Ballroom Blitz", llegaron a ser top-five hits en Estados Unidos.
Chinn y Chapman dejaron de trabajar con Sweet en 1975, pero lograron éxito similar en todo el mundo con Suzi Quatro, para quien escribieron muchos éxitos como "48 Crash" y los número uno "Can The Can" y "Devil Gate Drive". Chinn y Chapman encontraron su próximo gran éxito con la banda Mud, que tuvo varios hits con composiciones propias entre 1973 y 1975, incluyendo dos números uno con "Tiger Feet" y "Lonely This Christmas". Smokie se convirtió en el siguiente proyecto de Chinn y Chapman y su colaboración produjo varios singles de éxito entre 1975 y 1978, incluyendo el éxito mundial ""Living Next Door to Alice".
En 1978, Chinn y Chapman tuvieron su primer número uno en los Estados Unidos con "Kiss You All Over", de la banda Exile [3], y el dúo de Suzi Quatro con Chris Norman, vocalista de Smokie, alcanzó el número cuatro en el mismo año con "Stumblin 'In" ,  En 1982, "Mickey" de Toni Basil representó su segundo y último número uno en Estados Unidos hasta la fecha.  A mediados de la década de 1980 tuvieron sus últimos Top Ten con  "Better Be Good To Me" de Tina Turner, y ”Heart and Soul” de Huey Lewis.
Chinn y Chapman se distancian gradualmente a inicios de los 80s, para finalmente separarse en 1983. La sociedad de doce años de Chinn con Chapman significó más de cincuenta Top 40. En 1983, Chinn coescribió "Dancing in the Dark", éxito en el Reino Unido para Kim Wilde.
Durante su carrera, Chinn-Chapman fueron galardonados con tres Premios Ivor Novello como autores, incluyendo en 1997 el premio Jimmy Kennedy por su destacada trayectoria.
Durante fines de los 80s y a lo largo de los 90s, Nicky Chinn sufrió problemas de salud que forzaron un alto en su carrera. Regresó en 2004 y comenzó a trabajar con varios escritores como Jorgen Elofsson, y juntos escribieron "You Must Have Had a Broken Heart" para el álbum de Westlife "Back Home" (2006),  que llegó al número uno en la UK Albums Chart, vendiendo más de un millón copias.
Chinn ahora pasa su tiempo en Nashville, Tennessee, trabajando allí con varios escritores. Coescribió "Live Like There's No Tomorrow", grabado por Selena Gómez en su álbum de 2010 "A Year Without Rain", que debutó en el número 4 en el Billboard Top 200 Albums Chart. La canción también fue incluida en la película de Disney "Ramona y Beezus"  Asimismo, estando en Nashville coescribió "A Beautiful Life", que fue grabado por Donny y Marie Osmond para su álbum de 2010, Donny & Marie.